# Potenza irradiata efficace
La potenza irradiata efficace o potenza irradiata equivalente (ERP - Effective Radiated Power) è la potenza che deve irradiare un dipolo, radialmente, sul piano ortogonale, per avere la stessa potenza misurata sull'antenna in prova, nella direzione di massimo campo. Viene calcolata aggiungendo alla potenza del trasmettitore misurata al connettore d'uscita posto in carico con impedenza caratteristica, sottraendo eventuali perdite del sistema, il guadagno dell'antenna. L'ERP si esprime secondo la formula
ERP = Pt + Gt
dove ERP è la grandezza che si intende calcolare (espressa in dBW, o dBm), Pt è la potenza a radiofrequenza emessa dal trasmettitore (espressa in dBW o dBm) e Gt è il guadagno d'antenna espresso in dB, oppure
ERP = Pt * Gt
in questo caso esprimendo ERP e Pt in Watt.
La potenza ERP non va confusa con la potenza EIRP, Effective Isotropical Radiated Power, che invece si riferisce al radiale isotropico di riferimento. Si calcola sostituendo al guadagno Gt espresso in dBd, il suo guadagno in dBi, cioè espresso rispetto al radiale isotropico. In particolare il guadagno in dBi si deduce da quello in dBd semplicemente sommando 2,15dB (10 log 1,64, dove 1,64 è il guadagno in regime lineare di un dipolo a mezz'onda) secondo la formula
dBi = dBd + 2,15dB
in quanto il dipolo guadagna 2,15dB in più rispetto al radiale isotropico, anche se soltanto lungo la direzione di massima irradiazione.